# ماهی تن
تُن (به فرانسوی: Thon) یا تونه نام چند نوع ماهی بزرگ اقیانوسی از خانواده تون‌ماهیان (به انگلیسی: Scombridea) است. این نوع ماهی سریع شنا می‌کند و سرعت حرکت آن به ۷۰ کیلومتر بر ساعت می‌رسد. بعضی از انواع تن خونگرم می‌باشند. برخلاف انواع دیگر ماهی‌ها که گوشت سفید دارند، ماهی تن گوشت صورتی یا قرمز تیره دارد. علت قرمزی گوشت آنها، میزان زیاد میوگلوبین (پروتیین محتوی آهن قرمز در عضله)، در بافت‌های ماهیچه است. گوشت ماهی تن دارای پروتئین و ویتامین‌های بسیاری است. و نسبت به مابقی ماهی‌های پولکی دارای کمترین چربی و بیشترین ویتامین می‌باشد.
بیشتر ماهیان تن در دریاهای گرم زندگی می‌کنند، ولی بسیاری از آنان در فصل تابستان به آب‌های شمالی کره زمین سفر می‌کنند. ماهی تن انواع مختلفی دارد به‌طوری که بعضی گونه‌های آن به طول شش متر و در بعضی دیگر تا ۴۰ سانت نهایت رشد آنهاست. یکی از انواع ماهی تن «بال ماهی آبی» است که حدود ۳ متر طول دارد. الباکور از انواع دیگر ماهی تن هستند. برخی از انواع بزرگتر ماهی تن مانند بلوفین می‌توانند حرارت بدنشان را با فعالیت‌های ماهیچه‌ای بالاتر از دمای آب ببرند. این کار به آنها کمک می‌کند که بتوانند در آب‌های سرد زنده بمانند. ماهی تن، ماهی ای است که در اکثر کنسروهای ماهی از آن استفاده می‌کنند.

## نگارخانه

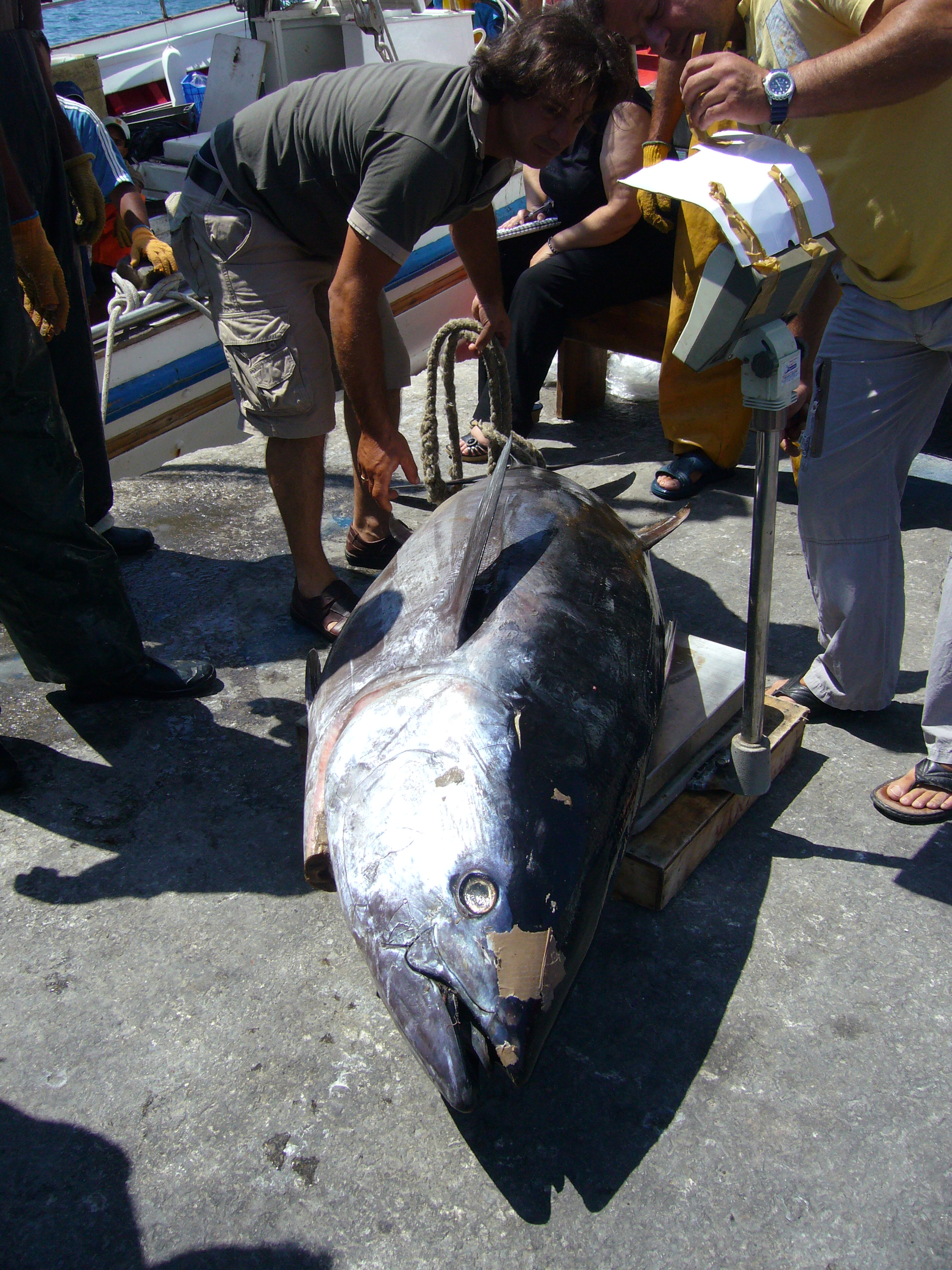
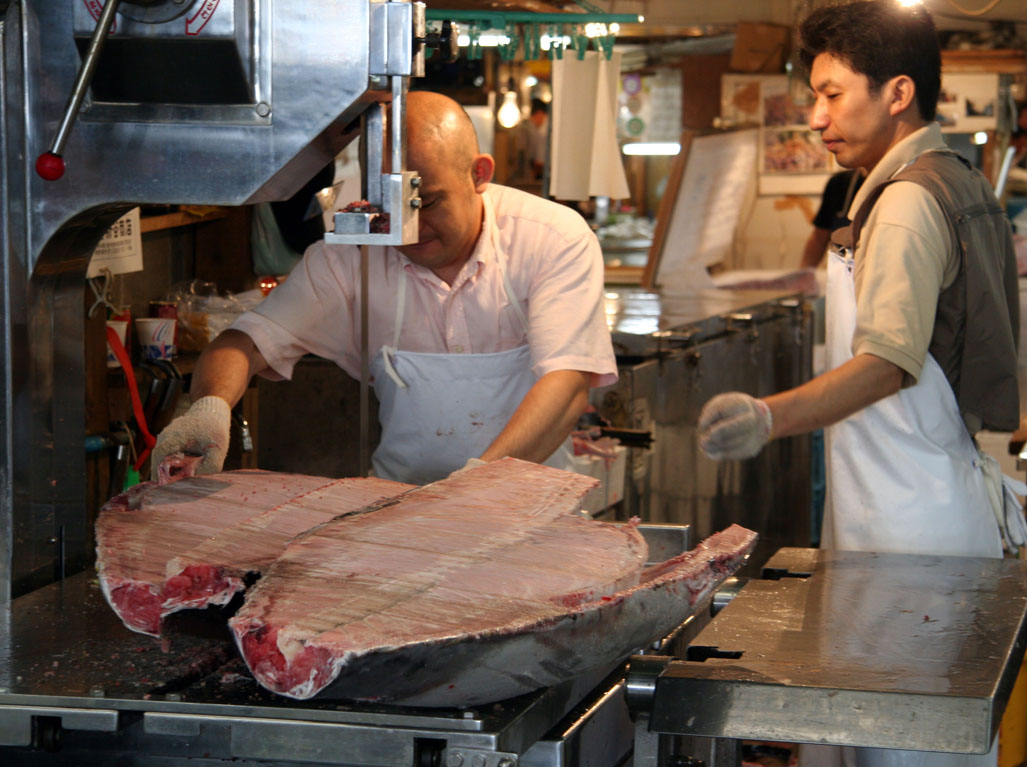